# لا فالي دي جاكميل
لا فالي دي جاكميل هي مدينة من مدن هايتي. يبلغ عدد سكانها 36,188 نسمة وذلك حسب إحصائيات سنة 2003. يبلغ ارتفاع المدينة عن سطح البحر قرابة 800 متر.